# 西班牙君主列表
這是一份西班牙君主的列表。嚴格來說，是現代定義下統一的西班牙的君主列表，此前在現今西班牙乃至葡萄牙領土上的君主國統治者，請參看下面的列表：
- 西哥特国王列表
- 後奧米雅王朝統治者列表
- 格拉纳达统治者列表
- 阿斯图里亚斯君主列表
- 莱昂君主列表
- 卡斯蒂利亚君主列表
- 亞拉岡君主列表
- 纳瓦拉君主列表
- 加利西亚君主列表（英语：Kings of Galicia）

上述各系王室，最終在亞拉岡國王斐迪南二世和卡斯提爾女王伊莎贝拉一世的聯姻中得以統一。自此，亞拉岡和卡斯提爾形式上是兩個獨立王國，實際上是一個共主邦聯，受同一政府所統治。其後斐迪南二世征服纳瓦拉的南半部，並將其併入西班牙。伊莎贝拉一世去世後，她將卡斯提爾交予其女兒胡安娜。但由於胡安娜的精神失常，其父斐迪南二世最初獲得攝政權，但其丈夫費利佩一世在卡斯提爾貴族支持下與斐迪南五世爭奪攝政權。費利佩一世很快病故，斐迪南二世得以繼續攝政并囚禁胡安娜直至他于1516年逝世。其後胡安娜与費利佩一世之子奧地利的卡爾（1519年即位为神聖羅馬皇帝查理五世）繼承亞拉岡和卡斯提爾的王位（称卡洛斯一世），名义上与仍被囚禁的胡安娜共治。自此兩國王位便以共主邦聯的形式契合下來。

## 稱號
在罗马共和国和帝國時代，今日西班牙是當時帝國轄下的一個行省（Hispania），這些土地是在尤利烏斯·凱撒出征高盧期間併入羅馬的同執領域。其後西班牙陷入鬆散的封建狀態，多個王國、公國、領主和軍閥共存，直至摩尔人才有能力再次統一。查理大帝曾欲兼併西班牙入法兰克王国但不成功，其侄子羅蘭更因再次發動遠征而送命。西班牙作為一個統一的民族國家是在斐迪南五世和伊莎贝拉一世結婚後，聯合了伊比利亚半岛上的三大強權──萊昂王國、卡斯蒂利亞王國和阿拉貢王國，才有實力統一西班牙。
正式而言，西班牙一字「España」，直至1837年，才正式出現在波旁君主的頭銜上。當時在位的伊莎贝拉二世，決定用「西班牙」取代她原有的冗長頭銜「卡斯蒂利亞、萊昂、阿拉貢......等地的女王」。但值得注意的是，此時的「西班牙」在拉丁文字裡是個眾數詞──「Reina de las Españas」。直到1874年，西班牙才以單數名詞出現在西班牙王室的頭銜上。但以西班牙「Hispania」作為王國之名的提法，早在16世紀前已經出現。在费利佩二世年間所鑄造的錢幣上便用了拉丁文「rex Hispaniarum（西班牙的國王）」取代正式而冗長的頭銜。「西班牙」確切出現的日子固然無法確定，但以下四個時間點可以被視為西班牙統一王國的開始：
- 1479年，卡斯蒂利亞妻权国王斐迪南五世繼承其父的阿拉貢王位，自此西班牙歸於單一家族的統治。
- 1516年，日後的神聖羅馬皇帝卡尔五世繼承外公的阿拉貢王位，並在卡斯蒂利亞取得國王稱號，與自己母親共治。據云在墨西哥曾鑄造刻有「西班牙暨印度國王卡洛斯與胡安娜 （Carolus et Johana, reges Hispaniarum et Indiarum）」的錢幣。事实上胡安娜以精神失常为由被囚禁，对政局几无影响。
- 1555年，胡安娜女王駕崩，卡洛一世成為卡斯蒂利亞唯一的國王。此時，西班牙仍未正式統一，葡萄牙為一獨立國。
- 1580年，葡萄牙出現王位繼承危機。卡尔五世之子，卡斯蒂利亞暨阿拉貢王费利佩二世承繼葡萄牙王統。此時，有人認為，卡斯蒂利亞和阿拉貢等王國是以單一的西班牙王國的身分和葡萄牙王國組成共主邦聯。而在其後1640年，葡萄牙脫離該共主邦聯，另擁戴布拉干薩家族為王。其他王國便以西班牙的名義，繼續歸於哈布斯堡王朝的統治。但西班牙仍未統一，仍是以若干王國的共主邦聯形式存在。

由此，西班牙歷任君主的簽名，都不會用到自己任何頭銜，往往只是一句，「朕，即國王（Yo El Rey）」或「朕，即女王 （Yo La Reina）」而已。

## 哈布斯堡王朝
西班牙哈布斯堡王朝和奥地利哈布斯堡王朝开始于费利佩二世（即葡萄牙國王费利佩一世），该王朝曾长期统治低地国家、意大利南部和许多海外领土。
| 肖像 | 王室盾徽 | 称号 | 统治始于      | 统治终于      |
| ---- | -------- | --- | ------------- | ------------- |
|      |          | 费利佩二世 Felipe II 謹慎者 英格蘭配國王（从未住在英格蘭）                                                           | 1556年1月16日 | 1598年9月13日 |
|      |          | 费利佩三世 Felipe III 虔誠者                                                                                         | 1598年9月13日 | 1621年3月31日 |
|      |          | 费利佩四世 Felipe IV 偉大者、大帝                                                                                    | 1621年3月31日 | 1665年9月17日 |
|      |          | 卡洛斯二世 Carlos II 著魔者                                                                                          | 1665年9月17日 | 1700年11月1日 |
|      |          | 卡洛斯大公 Archiduque Carlos 西班牙王位覬覦者，自称卡洛斯三世 （在西班牙王位繼承戰爭中与波旁王朝费利佩五世争夺王位） | 1703年9月12日 | 1715年7月2日  |

## 波旁王朝
於1707年開始頒布《新基本法令》，旨在統一西班牙各地法規，按照卡斯蒂利亞王國政治和行政模式實行，在此過程中取消了阿拉貢議會的獨立特權，納瓦拉王國和巴斯克地區保留原先的自治權和政府機構，集權政策完全參照路易十四治下的法蘭西。
使用称号为蒙上帝鴻福，是卡斯蒂利亞、萊昂、阿拉貢國王（女王），耶路撒冷，納瓦拉，格拉納達，托萊多，巴倫西亞，馬略卡島，塞維利亞，撒丁島國王（女王），科爾多瓦，科西嘉島，穆爾西亞，哈恩，阿爾加維斯，阿爾赫西拉斯，直布羅陀，加那利群島，東西印度群島，大洋群島和大陸，奧地利大公，安茹公爵 ，勃艮第，布拉班特和米蘭，哈布斯堡，佛蘭德斯領主，蒂羅爾和巴塞羅那伯爵，比斯開和莫利納勳爵。
| 肖像 | 王室盾徽 | 称号                                          | 统治始于       | 统治终于       |
| ---- | -------- | --------------------------------------------- | -------------- | -------------- |
|      |          | 费利佩五世 Felipe V 意志高昂者 （第一次在位） | 1700年11月16日 | 1724年1月14日  |
|      |          | 路易斯一世 Luis I 被喜愛者與自由者            | 1724年1月14日  | 1724年8月31日  |
|      |          | 费利佩五世 Felipe V 意志高昂者 （第二次在位） | 1724年9月6日   | 1746年7月9日   |
|      |          | 斐迪南六世 Fernando VI 智者与公正王           | 1746年7月9日   | 1759年8月10日  |
|      |          | 卡洛斯三世 Carlos III 開明者與市鎮王          | 1759年8月10日  | 1788年12月14日 |
|      |          | 卡洛斯四世 Carlos IV 狩獵王                   | 1788年12月14日 | 1808年3月19日  |
|      |          | 斐迪南七世 Fernando VII 暴躁王                | 1808年3月19日  | 1808年5月6日   |

1808年3月19日，卡洛斯四世退位給费尔南多七世後，淪為拿破侖的階下囚。拿破侖為安排约瑟夫·波拿巴名正言順地為西班牙統治者，故意叫卡洛斯四世收回之前的退位，然後二次「退位」予约瑟夫·波拿巴，故此卡洛斯四世事實上沒有復位。

### 波拿巴王朝
西班牙波拿巴王朝唯一国王为何塞一世，他的弟弟法皇拿破仑一世在1808年入侵西班牙迫使卡洛斯四世退位给他，何塞一世使用的称号为蒙上主恩寵并國家遵宪法，西班牙暨印度国王。
| 肖像 | 王室盾徽 | 称号                                   | 统治始于     | 统治终于       |
| ---- | -------- | -------------------------------------- | ------------ | -------------- |
|      |          | 何塞·拿破仑一世 José Napoleón I 入侵者 | 1808年6月6日 | 1813年12月11日 |

### 第一次复辟
1846年起使用称号为蒙受上主的恩寵並遵照憲法，是西班牙的國王（女王）。
| 肖像 | 王室盾徽 | 称号                                                                    | 统治始于                          | 统治终于      |
| ---- | -------- | ----------------------------------------------------------------------- | --------------------------------- | ------------- |
|      |          | 斐迪南七世 Fernando VII 暴躁王                                          | 1808年8月11日 ---- 1813年12月11日 | 1833年9月29日 |
|      |          | 伊莎贝拉二世 Isabel II 命运悲惨者 1846年-1868年与丈夫弗朗西斯科一世共治 | 1833年9月29日                     | 1868年9月30日 |
|      |          | 弗朗西斯科一世 Francisco I 1846年-1868年与妻子伊莎贝拉二世共治          | 1833年9月29日                     | 1868年9月30日 |

### 萨伏依王朝
该王朝唯一国王为阿玛迪奥一世，1868年，西班牙議會发动政变推翻了不得人心的伊莎贝拉二世女王，阿玛迪奥获拥立为西班牙新君。他使用的称号为蒙上主恩寵并依国家意志，西班牙国王。
| 肖像 | 王室盾徽 | 称号                         | 统治始于       | 统治终于      |
| ---- | -------- | ---------------------------- | -------------- | ------------- |
|      |          | 阿玛迪奥一世 Amadeo I 紳士王 | 1870年11月16日 | 1873年2月11日 |

### 第二次复辟
称号为蒙上主恩寵并遵宪法，西班牙国王。
| 肖像 | 王室盾徽 | 称号                      | 统治始于       | 统治终于       |
| ---- | -------- | ------------------------- | -------------- | -------------- |
|      |          | 阿方索十二世 Alfonso XII  | 1874年12月29日 | 1885年11月25日 |
|      |          | 阿方索十三世 Alfonso XIII | 1886年5月17日  | 1931年4月13日  |

### 共和及独裁时期
1931年，共和派成立西班牙第二共和國，國王阿方索十三世宣佈退位並被迫流亡海外，期間總統取代君主成為國家元首。1939年，共和派政府被佛朗哥領導的國民派推翻，西班牙正式進入軍事獨裁時期。1947年，佛朗哥宣佈名義上恢復君主制，但實際上王室權力被架空，並由佛朗哥「攝政」至本人逝世為止。
以下列出西班牙共和國和佛朗哥時期的王位覬覦者：
| 图片 | 王室盾徽 | 称号                                                       | 覬覦開始      | 覬覦結束                       |
| ---- | -------- | ---------------------------------------------------------- | ------------- | ------------------------------ |
|      |          | 阿方索十三世 Alfonso XIII 西班牙王位覬覦者                 | 1931年4月13日 | 1941年1月15日                  |
|      |          | 胡安三世 Juan III 西班牙王位覬覦者，逝世後被追尊為胡安三世 | 1941年1月15日 | 1977年5月14日 （放棄王位聲索） |

### 波旁王朝（第三次复辟）
1969年，佛朗哥宣佈胡安·卡洛斯一世為王位繼承人。胡安·卡洛斯一世於佛朗哥死後登基，王朝正式復辟。称号仅为西班牙国王。
| 图片 | 王室盾徽 | 称号                          | 统治始于       | 统治终于      |
| ---- | -------- | ----------------------------- | -------------- | ------------- |
|      |          | 胡安·卡洛斯一世 Juan Carlos I | 1975年11月22日 | 2014年6月19日 |
|      |          | 費利佩六世 Felipe VI          | 2014年6月19日  | 至今          |